# Campionati mondiali di bob 1937
I Campionati mondiali di bob 1937, sesta edizione della manifestazione organizzata dalla Federazione Internazionale di Bob e Skeleton, si sono disputati per il bob a due  a Cortina d'Ampezzo, in Italia, sulla Pista olimpica Eugenio Monti, mentre la gara di bob a quattro si tenne a a Sankt Moritz, in Svizzera, sulla pista Olympia Bobrun St. Moritz–Celerina, il tracciato naturale sul quale si svolsero le competizioni del bob e dello skeleton ai Giochi di Sankt Moritz 1928 e le rassegne iridate del 1931 e del 1935 (unicamente nel bob a quattro) La località italiana ha ospitato quindi le competizioni mondiali per la prima volta nel bob a due mentre per quella elvetica fu la terza nella gara a quattro.
L'edizione ha visto dominare il Regno Unito che si aggiudicò entrambe le medaglie d'oro sulle sei assegnate in totale, lasciando a Germania e Italia i due argenti e a Stati Uniti e Svizzera i due bronzi. I titoli sono stati infatti conquistati nel bob a due uomini da Frederick McEvoy e Byran Black e nel bob a quattro dagli stessi McEvoy e Black con i compagni David Looker e Charles Green.

## Risultati

### Bob a due uomini
| Pos. | Atleti                                 | Nazione     |
| ---- | -------------------------------------- | ----------- |
|      | Frederick McEvoy Byran Black           | Regno Unito |
|      | Uberto Gillarduzzi Antonio Gillarduzzi | Italia      |
|      | Reto Capadrutt Hans Aichele            | Svizzera    |

### Bob a quattro
| Pos. | Atleti                                                  | Nazione     |
| ---- | ------------------------------------------------------- | ----------- |
|      | Frederick McEvoy David Looker Charles Green Byran Black | Regno Unito |
|      | Gerhard Fischer Lohfeld H. Fischer Rolf Thielecke       | Germania    |
|      | Donald Fox Clifford Gray Bill Dupree James Bickford     | Stati Uniti |

## Medagliere
| Posizione | Nazione     | Oro | Argento | Bronzo | Totale |
| --------- | ----------- | --- | ------- | ------ | ------ |
| 1         | Regno Unito | 2   | 0       | 0      | 2      |
| 2         | Germania    | 0   | 1       | 0      | 1      |
| 2         | Italia      | 0   | 1       | 0      | 1      |
| 4         | Stati Uniti | 0   | 0       | 1      | 1      |
| 4         | Svizzera    | 0   | 0       | 1      | 1      |
| Totale    | Totale      | 2   | 2       | 2      | 6      |